# Callomecyna tigrinula
Callomecyna tigrinula är en skalbaggsart som beskrevs av Holzschuh 1999. Callomecyna tigrinula ingår i släktet Callomecyna och familjen långhorningar. Inga underarter finns listade.